# Diuris fastidiosa
Diuris fastidiosa là một loài thực vật có hoa trong họ Lan. Loài này được R.S.Rogers mô tả khoa học đầu tiên năm 1927.